# 吳沉
吳沈（？—1396年），字浚仲，浙江蘭溪人，明朝政治人物。
其早年有学问。朱元璋攻下婺州时，召为講經史。后命为郡學訓導。后任翰林院待制，因事降为編修。后再降为翰林院典籍。之后升任東閣大學士。当初制《精誠錄》，命沈撰序。一年后为翰林侍書，改國子博士。之后因老辞官还乡。